# Margaretania superba
Margaretania superba là một loài bướm đêm trong họ Crambidae.